# 性器カンジダ症
性器カンジダ症（せいきカンジダしょう、英語: genital candidiasis）とは、真菌症の一種で常在菌カンジダが性器に感染し炎症を生じた病態で、起因菌が定着しても炎症を生じなければ治療対象とはならない。女性に起きる症例が多く、膣に炎症を生じている場合はカンジダ膣炎または、膣カンジダ症（ちつカンジダしょう、Vaginal thrush、Vaginal candidiasis、yeast infection）、外陰部に炎症を生じると外陰炎と呼ばれる。

## 性差
性器カンジダ症は、男性器と女性器の構造の違いにより、体外に露出していて通気性が良くあまり菌が増殖する環境にない男性器では起こりにくい（ただし包茎の人はやや発生率が上がる）。一方、女性には非常に発症しやすい症状で、性交未経験者でも自発し、痒み等性器の異常を感じて婦人科を受診する人のうち多くの割合を占める。

## 症状
- 強い掻痒感
- 酒粕、粥、ヨーグルト様の帯下、亀頭からの分泌物
- 膣口や陰唇、亀頭などの外陰部の炎症（赤発疹）
- 排尿障害

## 原因
起因菌の多くは、Candida albicans であるが Candida glabrate も原因となり得る。性器カンジダ症は、以下のような原因で発生する。適切な治療を行えば短期間で治癒するが、発生原因となる生活習慣を持っている人は再発を繰り返しやすい傾向もあり、慢性化する場合がある。
- 免疫療法、体調不良、過労、ストレス - 体力・免疫力が落ち、菌に対する抵抗性が低下すると、常在菌が異常増殖する[2]。
- 月経前（黄体期）、妊娠中、経口避妊薬の服用 - 女性の膣内は普段乳酸桿菌の作用による酸性の粘液で保護され、必要以上の常在菌の増殖を抑えているが、ホルモンバランスの変化により膣粘液の自浄能力が低下すると、常在菌が異常増殖する場合がある。
- ステロイド系抗炎症薬や抗生物質の服用 - 広域抗生物質によって普段性器を守っている善玉菌など他の細菌が死滅すると、体内の菌叢バランスが崩れ、真菌であるカンジダが異常増殖する場合がある[2]。
- 通気性の悪い下着・衣類の着用による陰部の蒸れ - 適度に温かく湿気の多い環境は、菌にとって格好の繁殖場所となる。
- 性行為によるパートナーからの感染 - 性交パートナーの性器にカンジダが増殖していると、性行為を通じて感染する場合がある。ただし前述のとおり、女性から男性へ感染する可能性はかなり低い。
- 糖尿病[2]、肥満[2]

## 診断
検鏡法や培養法によりカンジダ属菌を認める。

## 治療
主な治療法は、ビタミン剤と乳酸菌整腸薬の内服と抗真菌薬の外用・内服がある。
- 膣坐薬の挿入
1週間程度効果が持続するタイプと、毎日挿入するタイプとがある。
- 抗真菌薬の軟膏の塗布
- 膣洗浄
- 再発を防止するためにも、生活習慣を見直しカンジダが増殖した根本原因を取り除いて、日和見感染を起こさない身体環境に整えることが重要である[3]。
- ビタミン剤などの経口錠(飲み薬)による治療とともに、軟膏やクリーム(クロトリマゾールなど)を1日2〜3回患部に塗る。
- 栄養状態を改善し、バランスのとれた食生活を心がけることが重要である。
- 刺激性石けんの禁止[2]。

再発症例ではパートナーの検査を行い陽性で有れば、パートナーに対する治療を行う。

### 内服抗真菌薬の例
トリアゾール系
- フルコナゾール（英: Fluconazole）（商品名:ジフルカン）
- イトラコナゾール

### 外用抗真菌薬の例
- クロトリマゾール（英: Clotrimazole）（商品名：エンペシド）
- ミコナゾール

### 民間療法薬の例
- ティートゥリーオイル
- アロエベラ
- ビタミンB群(B2、B6、B12、ナイアシン)
- ビタミンA
- ビタミンC
- 亜鉛
- Lカゼイシロタ株
- ビフィズス菌